# Исторически музей (Батак)
Историческият музей в Батак е създаден през 1956 година. Музейният комплекс обхваща сградата на музея, Балиновата и Шаровата къща. Музеят е научен културен институт, осъществяващ държавната политика по опазването на историческите и културни ценности и развитието на музейното дело в Община Батак. Чрез него се координират всички дейности в общината по издирването, изследването и представянето на културно-историческото наследство и природните ресурси за развитие на културен туризъм.

## Експозиция
Музейният информационен център предлага: разходка с беседи в целия музеен комплекс на български, английски и руски език; картички и сувенири, печатни издания на музея и други услуги, свързани с ползването на музейните фондове.
Експозицията на музея е представена на площ от 900 m2. Представени са снимков и документален материал, оригинални културни ценности от Античността, Средновековието, Възраждането, Априлското въстание, Руско-турската война от 1877 – 1878 г., както и следосвобожденския период. В приземния етаж на музея е изградена крипта – паметно място на загиналите жители на Батак в антифашистката съпротива 1941 – 1944 г.

### Балинова къща
Балиновата къща е архитектурен и исторически паметник на културата от 1968 г. Тя е образец на традиционната баташка архитектура. Уредената в нея експозиция представя традиционната народна култура – бит, поминък, празници, обичаи и обреди на батачани от края на 19 и първата половина на 20 век.

### Шарова къща
В Шаровата къща е разположена музейната галерия „Борис Шаров“. Тя е архитектурна и историческа културна ценност от епохата на Възраждането.
Музейната галерия е утвърдено културно средище, в което се срещат минало и настояще във временни експозиции, организирани от ИМ-Батак.

## Научна дейност
Историческият музей в Батак издава сборник „Историческото богатство на община Батак“ – известия на ИМ-Батак.

## Туризъм
Историческият музей е част от 100-те национални туристически обекта на Българския туристически съюз. Намира се под № 38.